# Hamburgs borgerskap
Hamburgs borgerskap, tyska Hamburgische Bürgerschaft är sedan 1859 staden och förbundslandet Hamburgs lagstiftande församling. Det är idag ett av Tysklands 16 förbundslandsparlament. 
Hamburgs borgerskaps historia sträcker sig långt tillbaka men 1859 valdes det för första gången som parlament. 1860 följde att den tidigare autonoma Hamburgs senat blev beroende av de sittande i borgerskapet (parlamentarism). Först efter Novemberrevolutionen 1918 följde demokratiska allmänna val till borgerskapet. 
Sedan 1991 har borgerskapet 121 ledamöter. 